# Santa Rosa (Aguascalientes)
Santa Rosa es una localidad del estado mexicano de Aguascalientes. Es parte del municipio de El Llano.

## Toponimia
El nombre de la población hace referencia al santo patrono de la localidad: Santa Rosa de Lima.

## Demografía
| Gráfica de evolución demográfica |
|                                  |

| Censo | Población |
| ----- | --------- |
| 1930  | 197       |
| 1940  | 30        |
| 1950  | 439       |
| 1960  | 455       |
| 1970  | 484       |
| 1980  | 580       |
| 1990  | 603       |
| 2000  | 826       |
| 2010  | 1 050     |
| 2020  | 1 048     |